# Glycera taurica
Glycera taurica är en ringmaskart som beskrevs av Voldemar Czerniavsky 1881. Glycera taurica ingår i släktet Glycera och familjen Glyceridae. Inga underarter finns listade i Catalogue of Life.